# Zum hl. Aloysius (Mönchengladbach)

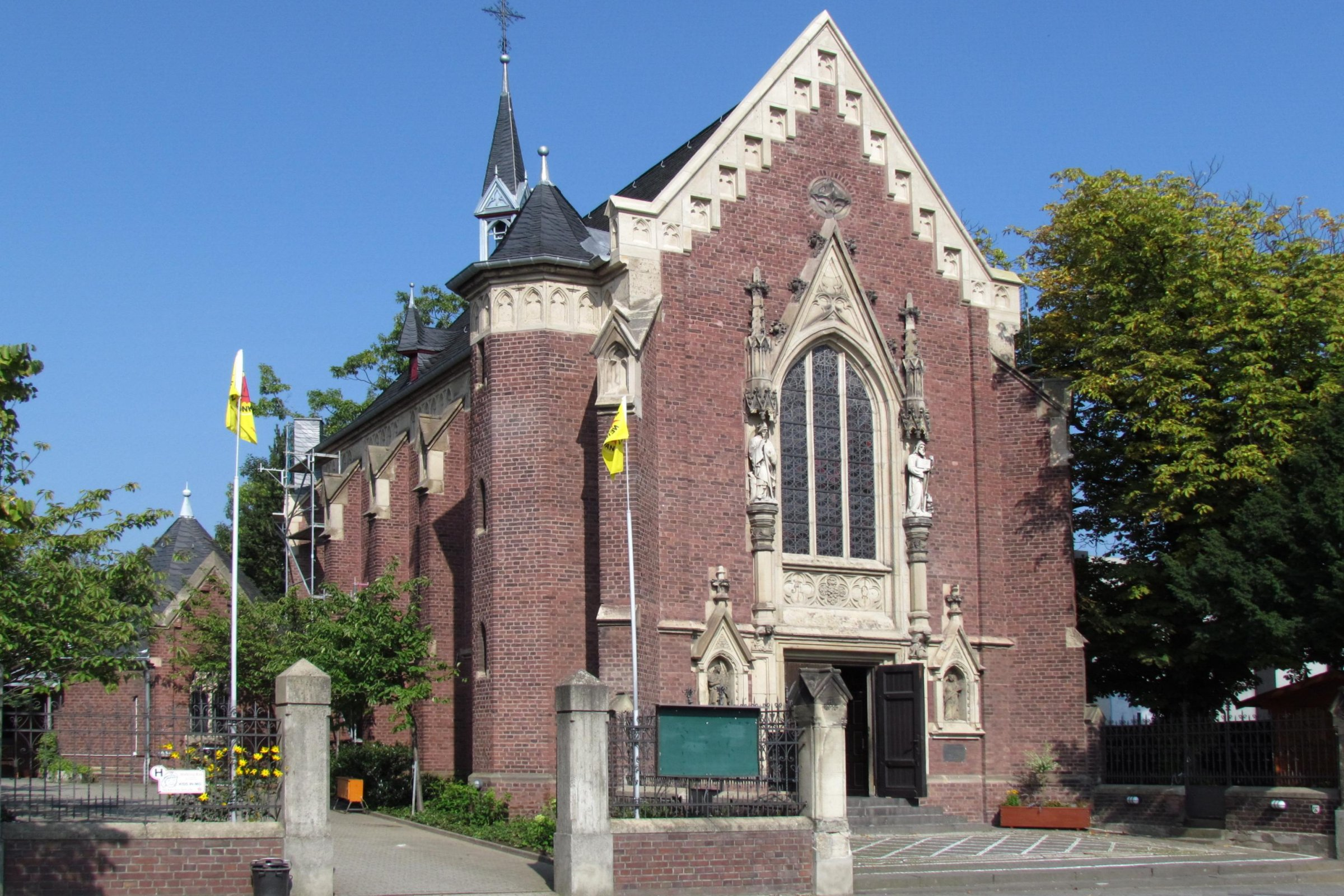
Kapelle (2011)

Die Kapelle Zum hl. Aloysius, auch Brandts-Kapelle genannt, steht in Mönchengladbach (Nordrhein-Westfalen) im Stadtteil Waldhausen, Rudolfstraße 5.
Das Gebäude wurde 1896 erbaut. Es wurde unter Nr. R 022 am 2. Juni 1987 in die Denkmalliste der Stadt Mönchengladbach eingetragen.

## Architektur

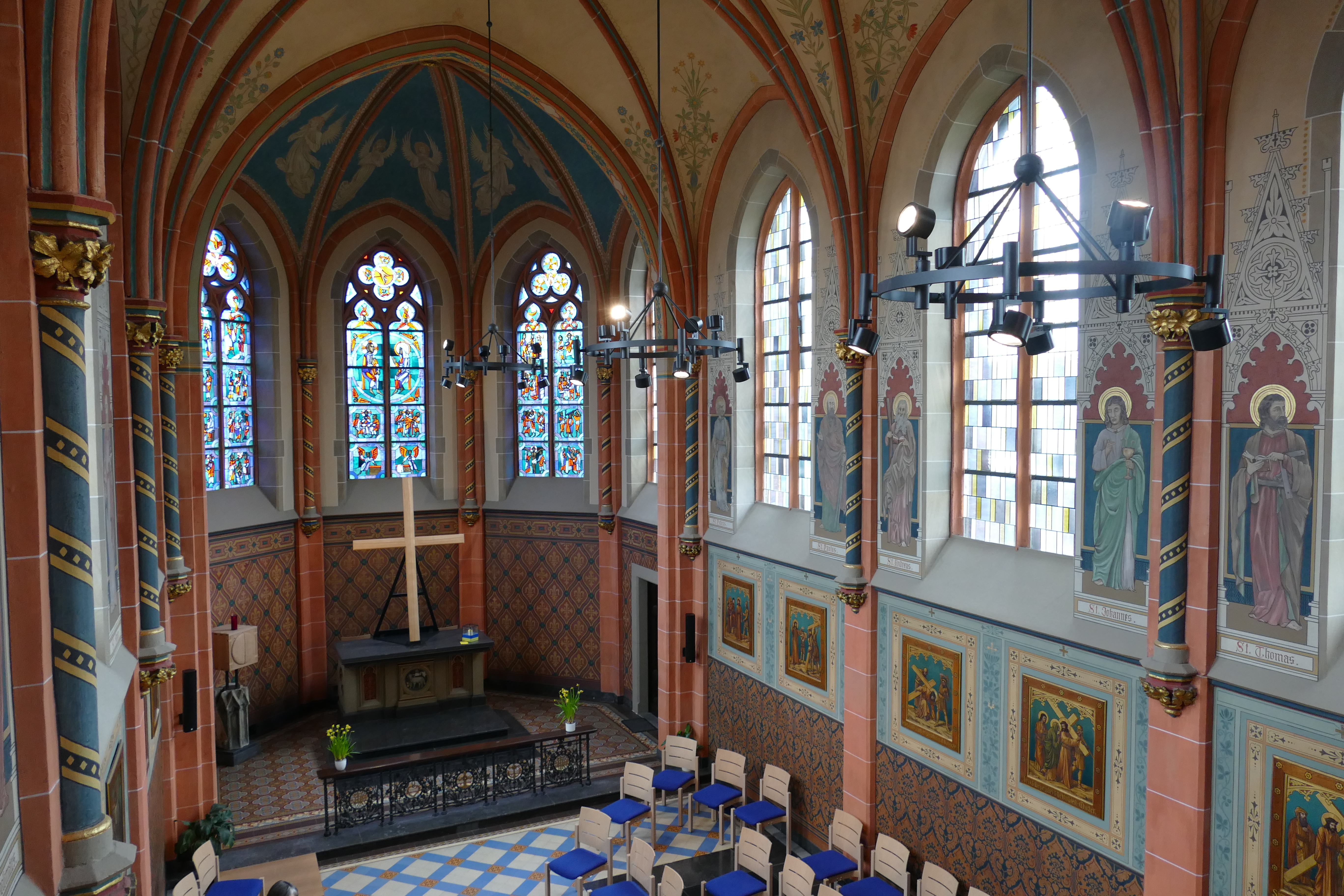
Innenraum

Die Kapelle „Zum hl. Aloysius“ liegt in der Rudolfstraße, westlich des Mönchengladbacher Stadtkerns. Sie wurde 1896 eingeweiht und im Gedenken an den 1889 im Alter von 21 Jahren an Tuberkulose verstorbenen erstgeborenen Sohn (Rudolf) des Fabrikanten Franz Brandts errichtet.
Die stattliche Kapelle ist aus Backstein in neugotischen Formen errichtet. Die Fassade ist durch ein großes Spitzbogenfenster mit reicher Tuffstein-Rahmung ausgezeichnet. Die Fassade als ganze schließt spitz ab und hat einen einliegenden Stufengiebel, der etwas über den Dachfirst ragt, in etwa aber den Ortgang bildet für ein einfaches Satteldach, das die sich anschließenden vier Joche deckt und in einem Fünfachtelschluss endet, dem Grundriss der Apsis entsprechend.
Die ausgewogene neugotische Kapelle ist aus architektonischen wie zumal stadt- und sozialhistorischen Gründen für Mönchengladbach unverzichtbar. 2020/2021 fand eine umfangreiche Sanierung der Kapelle statt.

## Orgel

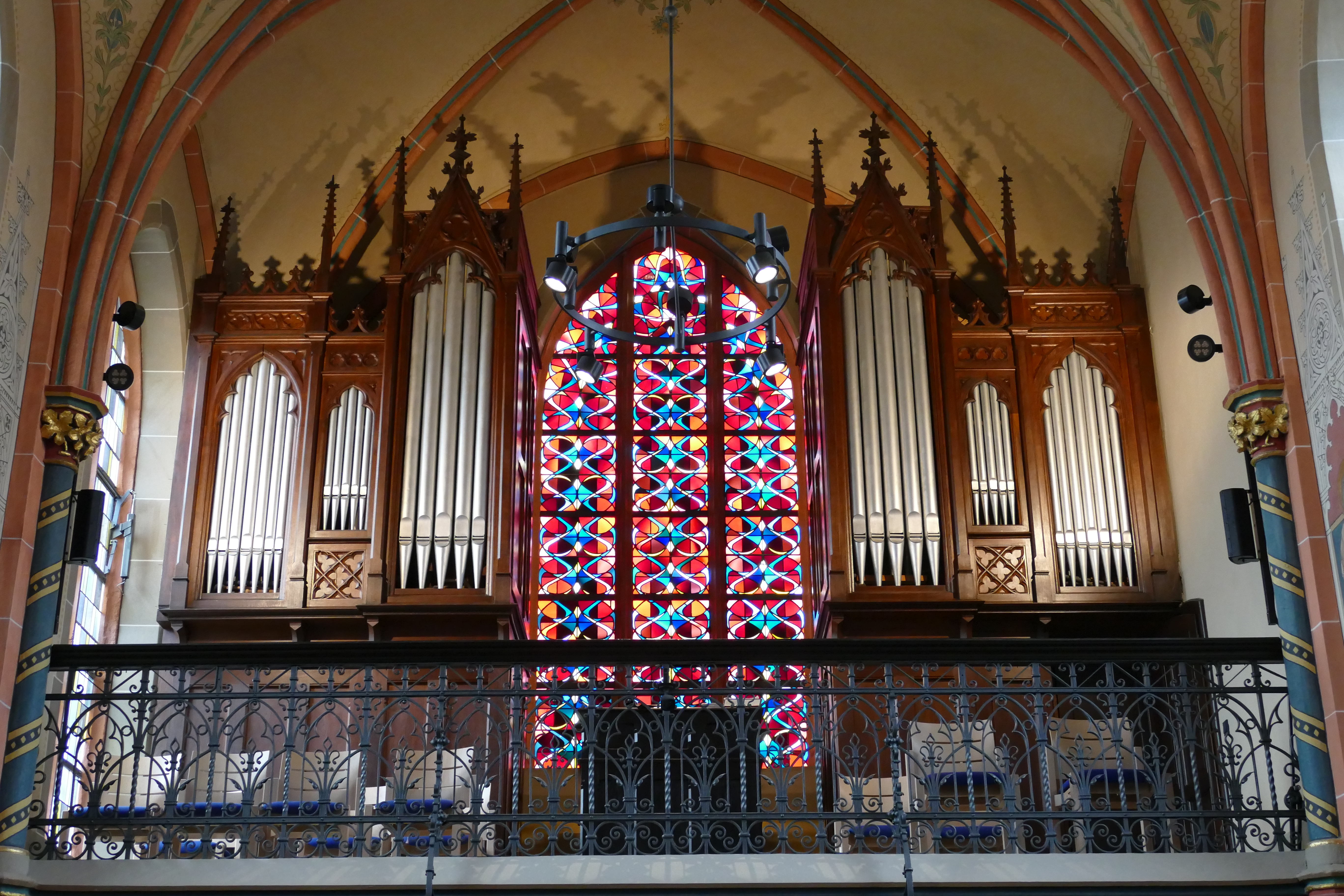
Die Klais-Orgel der Brandts-Kapelle

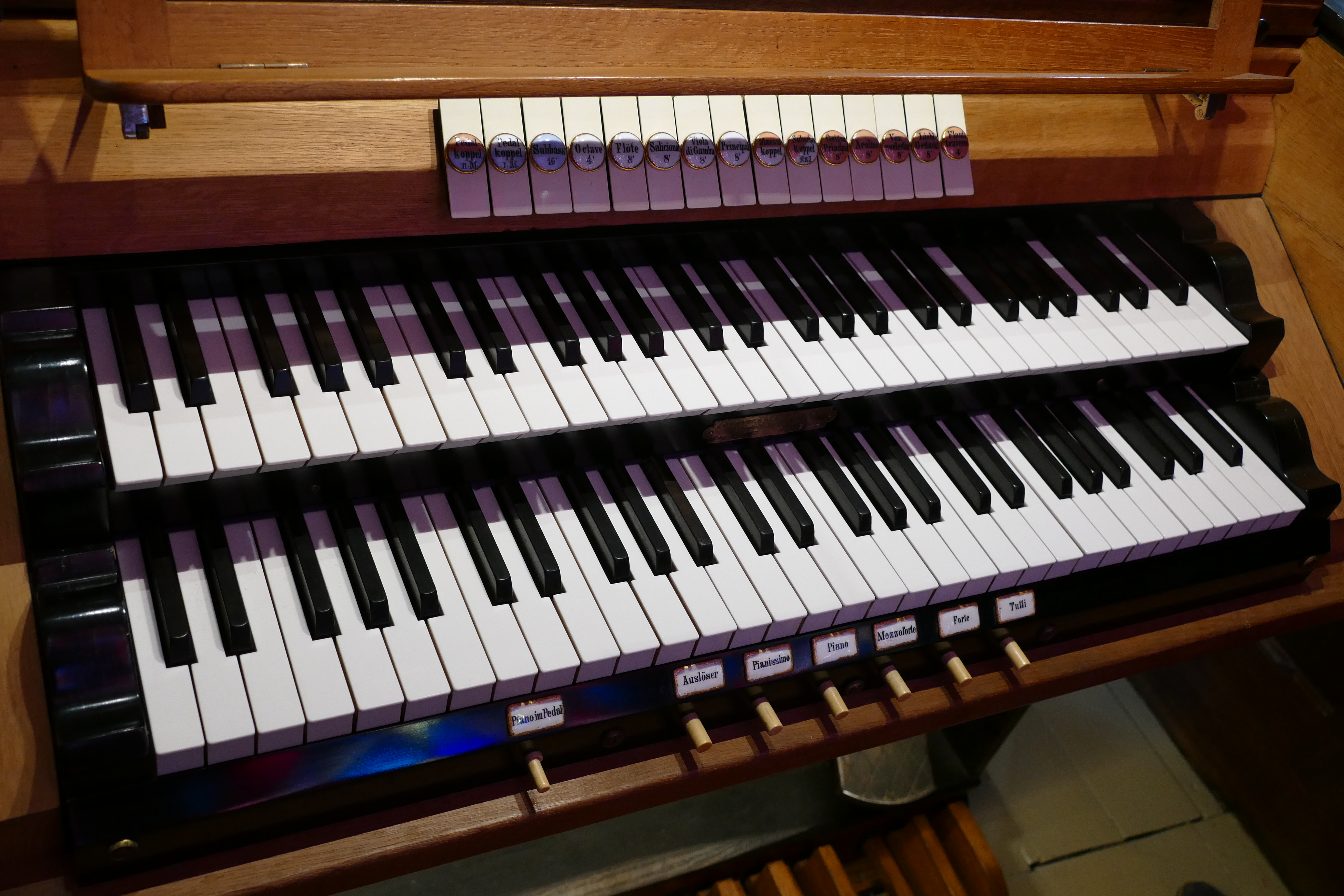
Spieltisch der Orgel

1914 wurde in der Kapelle eine Klais-Orgel (Opus 276) aus dem Jahr 1904 eingebaut. Der ursprüngliche Standort der Orgel ist unbekannt. Die beiden Gehäuseteile der Orgel flankieren das Emporenfenster; mittig vor diesem befindet sich der Spieltisch mit Blickrichtung zum Altar. 2020/2021 wurde die Orgel durch die Werkstatt des Orgelbauers Martin Scholz, Mönchengladbach, restauriert. Musikalischer Schwerpunkt war dabei die Wiederherstellung des originalen Klangbilds der Orgel. Dieses wurde bereits 1991 von Holger Brülls folgendermaßen charakterisiert: „Mit ihren dicken Flöten, intensiven Streichern und Principalen, deren tiefdunkler Klang an Hörner erinnert, ist [das Instrument] ein besonders schönes Beispiel für eine ‘Andachts-Orgel’.“ Die Disposition lautet:
| Hauptwerk C–f3 |                |    |
| 1.             | Principal      | 8′ |
| 2.             | Viola da Gamba | 8′ |
| 3.             | Salicional     | 8′ |
| 4.             | Flöte          | 8′ |
| 5.             | Octave         | 4′ |

| Schwellwerk C–f3 |                  |    |
| 6.               | Geigenprincipal  | 8′ |
| 7.               | Aeoline          | 8′ |
| 8.               | Vox coelestis    | 8′ |
| 9.               | Lieblich Gedackt | 8′ |
| 10.              | Flauto traverso  | 4′ |

| Pedal C–d1 |         |     |
| 11.        | Subbass | 16′ |

- Koppeln: II/I, I/P, II/P; Subkoppel II-I
- Traktur: pneumatische Kegelladen